# Rhacodactylus chahoua
Rhacodactylus chahoua és una espècie de sauròpsid (rèptil) escatós de la família dels diplodactílids endèmica de Nova Caledònia; és una de les d'aspecte més curiós del gènere Rhacodactylus.